# Hiroyuki Kitakubo
Hiroyuki Kitakubo (北久保 弘之?, Kitakubo Hiroyuki; Tokyo, 15 novembre 1963) è un regista, sceneggiatore e animatore giapponese.

## Biografia
Kitakubo entrò a contatto con l'industria anime da adolescente, lavorando come animatore nella serie di Mobile Suit Gundam. Debuttò in veste di regista con l'episodio Pop Chaser di Cream Lemon nel 1985, cui seguirono altri lavori di animatore per i film Black Magic M-66 di Masamune Shirow e Akira di Katsuhiro Ōtomo. Proprio quest'ultimo lo aveva scelto come regista di A Tale of Two Robots, segmento dell'anime antologico Robot Carnival, del 1984. Dopo aver realizzato Roujin Z (sempre sotto l'egida di Otomo, nel 1991), girò la serie OVA Golden Boy (1995-1996) e il mediometraggio Blood: The Last Vampire (progetto invece di Mamoru Oshii del 2000), per il quale nel 2001 vinse l' "Individual Award" all'Animation Kobe. Blood: The Last Vampire vinse anche il Japan Media Arts Festival e il primo premio al World Animation Celebration. Dopo quest'opera tuttavia ha smesso la sua attività, venendo un'ultima volta accreditato nel 2002 come animatore della sequenza d'apertura della serie Chobits.